# Roman Bagration
Roman (Revaz) Ivanovitsj Bagration (Russisch: Роман (Реваз) Иванович Багратион) (Kizljar, 1778 - Tbilisi, 2 maart 1834) was een Russisch generaal. Roman was een broer van Pjotr Bagration en zij beiden waren knjaz uit het huis van Bagrationi.

## Biografie
Op 13-jarige leeftijd begon prins Roman Bagration zijn militaire carrière bij de Kozakken. Gedurende de Derde Coalitieoorlog vocht hij tegen Napoleon Bonaparte. In 1809 leidde hij een expeditie tegen het Ottomaanse Rijk. Tijdens de Veldtocht van Napoleon naar Rusland stond hij opnieuw tegen Napoleon en vocht verschillende veldslagen tegen de Fransen. Tijdens de Slag bij Bautzen wist hij zich dusdanig te onderscheiden dat hij benoemd werd tot majoor-generaal.
Vanaf 1820 was Roman Bagration actief in de regio van de Kaukasus in de oorlog tegen het Ottomaanse Rijk en de Kadjaren. Na de oorlog werd hij gestationeerd in Tbilisi. In 1832 werd hij naar Abchazië gestuurd. Tijdens zijn verblijf daar werd hij ziek en moest hij terugkeren naar Tbilisi. Daar stierf hij  1834 ten gevolge van een koortsaanval.

## Militaire loopbaan
- Ruiter: 16 april 1790[2]
- Onderofficier: 1791
- Luitenant: 16 april 1796
- Poroetsjik: 25 april 1802
- Kapitein:
- Kolonel: 26 november 1810[2] - 8 december 1810[1]
- Generaal-majoor: 21 mei 1813[2] - 2 juni 1813[1]
- Luitenant-generaal: 25 juni 1829[2] - 7 juli 1829[1]

## Onderscheidingen
- Orde van Sint-George
  - 3e klasse op 28 januari 1814[2][1]
  - 4e klasse op 20 januari 1810[2]
- Orde van Sint-Anna
  - Diamanten op 2 oktober 1827[2]
  - 1e klasse in 29 november 1813[2][1]
  - 2e klasse op 30 mei 1809[2]
- Orde van Sint-Vladimir
  - 3e klasse op 22 november 1812[2]
  - 4e klasse op 25 juli 1804[2]
- Orde van Sint-Jan[2]
- Pour le Mérite[2]
- Gouden zwaard voor Dapperheid op 22 april 1807[2]